# Zenobia speciosa
Zenobia speciosa là một loài thực vật có hoa trong họ Thạch nam. Loài này được (Michx.) D. Don miêu tả khoa học đầu tiên năm 1834.